# Minari
Minari (en coreano, «apio de agua») es una película estadounidense de drama del año 2020, escrita y dirigida por Lee Isaac Chung. Está protagonizada por Steven Yeun, Han Ye-ri, Alan Kim, Noel Kate Cho, Youn Yuh-jung y Will Patton. Es una versión semiautobiográfica de la propia infancia de Chung, la trama sigue a una familia de migrantes surcoreanos que intentan triunfar en la América rural durante la década de 1980.
La película tuvo su estreno mundial en el Festival de Cine de Sundance el 26 de enero de 2020, en el que obtuvo el «Gran Premio del Jurado» de la sección estadounidense del certamen y también el «Premio del Público». Posteriormente tuvo un estreno limitado en los Estados Unidos el 11 de diciembre de 2020, antes de un estreno a nivel nacional el 12 de febrero de 2021 a través de A24. La película recibió seis nominaciones a los premios Óscar de 2021, entre estas mejor película, mejor director (Chung) y mejor actor (Yeun) y obtuvo uno por la interpretación de Yuh-jung.

## Sinopsis
Minari sigue a una familia coreano-estadounidense que se muda a una pequeña granja de Arkansas en busca de su propio sueño americano. El hogar familiar cambia por completo con la llegada de su abuela astuta, malhablada pero increíblemente cariñosa.

## Reparto
- Steven Yeun como Jacob Yi
- Han Ye-ri como Monica Yi
- Alan Kim como David
- Noel Kate Cho como Anne
- Youn Yuh-jung como Soon-ja
- Will Patton como Paul
- Scott Haze como Billy
- Darryl Cox como Mr. Harlan
- Esther Moon como Mrs. Oh

## Producción
En julio de 2019, se anunció que Steven Yeun, Han Ye-ri, Youn Yuh-Jung, Will Patton y Scott Haze se habían unido al elenco de la película, con Plan B Entertainment produciendo la película, con  A24 distribuyendo.
El rodaje comenzó en julio de 2019 en Tulsa (Oklahoma).

## Estreno
La película tuvo su estreno mundial en el Festival de Cine de Sundance el 26 de enero de 2020. Se ha proyectado o se proyectará en varios festivales de cine, incluido el Deauville, Semana Internacional de Cine de Valladolid, Hamptons, Heartland y Montclair. Tuvo un estreno limitado el 11 de diciembre de 2020, antes de expandirse lentamente a un estreno nacional el 12 de febrero de 2021.

## Recepción

### Respuesta crítica
Según el sitio web del agregador de reseñas Rotten Tomatoes, posee un 98% de aprobación por parte de 309 críticos, con una calificación promedio de 8.7/10. El consenso de los críticos del sitio dice: «Liderada por las impresionantes actuaciones de Steven Yeun y Ye-ri Han, Minari ofrece un retrato íntimo y desgarrador de la familia y la asimilación en los Estados Unidos de la década de 1980». Metacritic asignó a la película un puntaje promedio de 87 sobre 100, basado en 13 críticas, calificándola de «aclamación universal».